# Strachotín
Strachotín (německy Tracht) je obec v okrese Břeclav v Jihomoravském kraji. Obec leží při Novomlýnských nádržích asi patnáct kilometrů od Mikulova. Žije zde 830 obyvatel.

## Název
Jméno vesnice bylo odvozeno (přivlastňovací příponou -ín) od osobního jména Strachota a znamenalo "Strachotův majetek". Německé jméno vzniklo z českého, jeho vlivem se v češtině užívaly i varianty Trachtín a Strachtín. Vývoj jména vesnice v písemných pramenech: Strachotin (1174), Tracht (1301), ze Strachtina (1512), Tracht (1560–1751), Tracht a Trachtín (1798), Tracht, Strachotín a Trachtín (1872), Strachotín (1881), v letech 1869–1910 Strachotín t. Trachtín.

## Historie
Okolí Strachotína bylo osídleno od pravěku, jak dokazují archeologické nálezy. První písemná zmínka o obci se nachází ve falzu z 12. století a hlásí se k roku 1046 (Strahomin). Může jít také o obec Sekyřkostel (Zekyr Kostel), o jejíž výnosech vyjednával Kosmas. V roce 1334 patřil Strachotín k mikulovskému panství a od té doby měl status městečka s právem pořádat trhy. Městečko i jeho obyvatele poznamenaly časté války, nejvíce se na chodu obce podepsala druhá světová válka, protože po ní se muselo odstěhovat německé obyvatelstvo a usadili se zde noví obyvatelé.

### Historie vinařství ve Strachotíně
Strachotínem prochází Moravská vinná stezka, je tu velmi dlouhá historie pěstování vína a vinařství se promítá i do znaku obce. K rozšíření vinic v této oblasti přispěli v 16. století novokřtěnci (tzv. habáni). Ve Strachotíně se habáni objevili pravděpodobně v roce 1557. V sousedních Dolních Věstonicích jsou dodnes zachované habánské sklepy, ale nejsou doklady o tom, že by habáni hloubili sklepy i ve Strachotíně. V 17. století došlo k velkému rozmachu pěstování vína – v té době byla spotřeba vína 56 litrů na osobu a rok. V současné době se obec nachází v  Mikulovské vinařské podoblasti s viničními tratěmi: Nad sklepy, Šusfeldy, U hřiště, Kolimberk a Kraví hora.

## Obyvatelstvo
Podle sčítání 1930 zde žilo v 224 domech 923 obyvatel. 76 obyvatel se hlásilo k československé národnosti a 829 k německé. Žilo zde 922 římských katolíků a 1 evangelík.

### Struktura
Vývoj počtu obyvatel za celou obec i za jeho jednotlivé části uvádí tabulka níže, ve které se zobrazuje i příslušnost jednotlivých částí k obci či následné odtržení.
| Místní části   | Místní části    | 1869 | 1880 | 1890  | 1900  | 1910  | 1921  | 1930 | 1950 | 1961 | 1970 | 1980 | 1991 | 2001 | 2011 | 2021 |
| -------------- | --------------- | ---- | ---- | ----- | ----- | ----- | ----- | ---- | ---- | ---- | ---- | ---- | ---- | ---- | ---- | ---- |
| Počet obyvatel | část Strachotín | 875  | 974  | 1 127 | 1 049 | 1 010 | 1 004 | 923  | 789  | 813  | 773  | 786  | 787  | 772  | 808  | 780  |
| Počet domů     | část Strachotín | 171  | 183  | 195   | 202   | 205   | 209   | 224  | 183  | 184  | 181  | 224  | 261  | 278  | 300  | 314  |

## Obecní správa a politika

### Politika
V letech 2013 až 2014 byla starostkou Lucie Danihelová (ČSSD). Na ustavujícím zasedání zastupitelstva v listopadu 2014 byla do této funkce zvolena Helena Gutmanová (nezávislí).V komunálních volbách v roce 2018 byla zvolena do funkce starostky paní Jaroslava Mikáčová (STAN).

### Obecní symboly
Znak a vlajka byly obci uděleny rozhodnutím předsedy Poslanecké sněmovny Parlamentu České republiky dne 9. května 1995.

## Pamětihodnosti
- Kostel svatého Oldřicha – Kostel v obci stojí již od 13. století a řadí se k nejstarším gotickým kostelům na Břeclavsku. Dnešní podoba kostela pochází z roku 1872.
- Boží muka – Stojí před Strachotínem u silnice na Hustopeče.
- Socha svatého Floriána – Socha patrona hasičů a ochránce před požáry stojí vedle bývalé školy. Socha zde stojí od roku 1829 a dnes je kulturní památkou.
- Sklepní ulice – Ve Strachotíně je v současné době 92 vinných sklepů a 87 z nich je právě ve Sklepní ulici. Nad některými novějšími sklepy byly dostavěny pokoje pro ubytování, jiné sklepy zase mají historickou hodnotu.

## Galerie

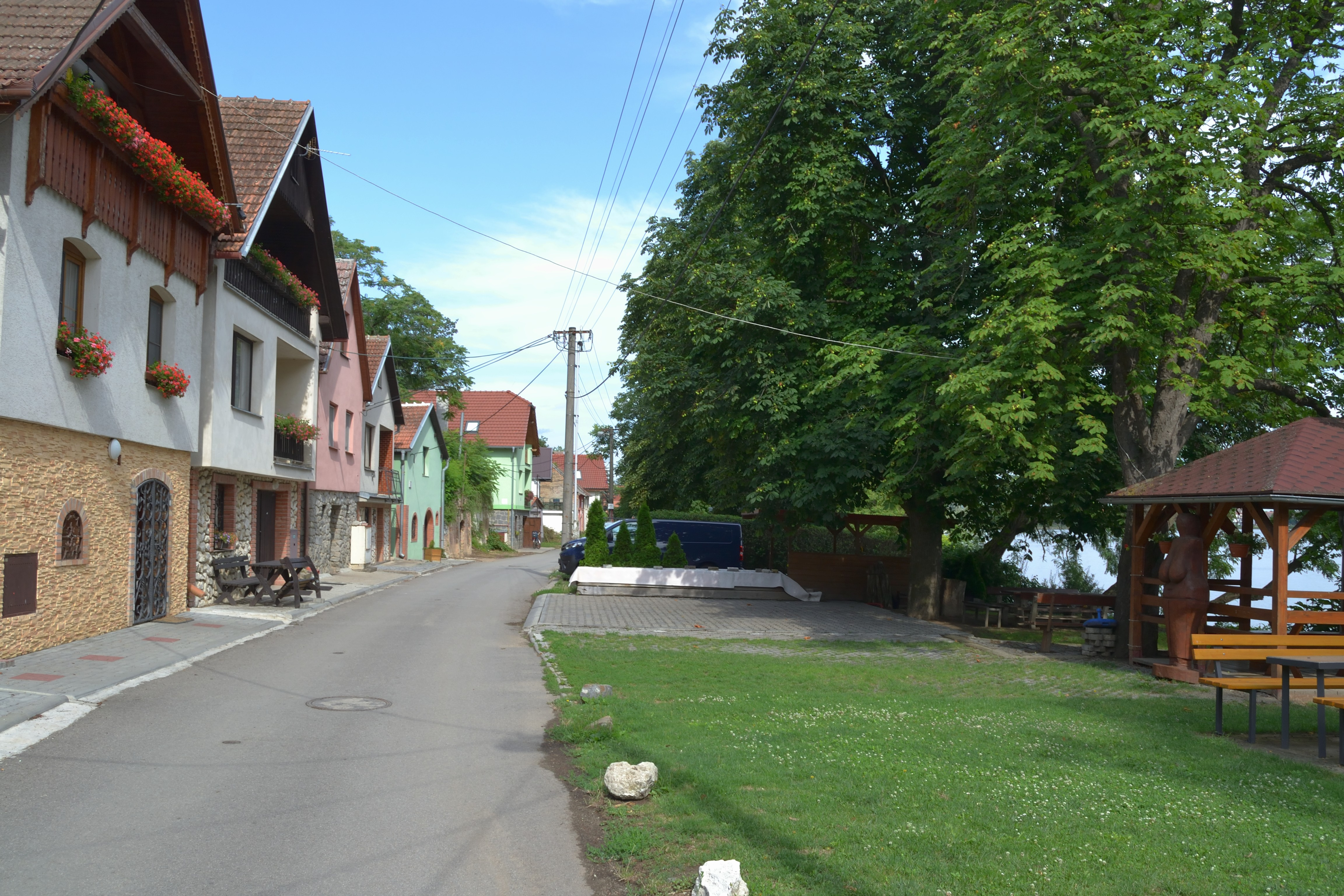
Sklepní ulice
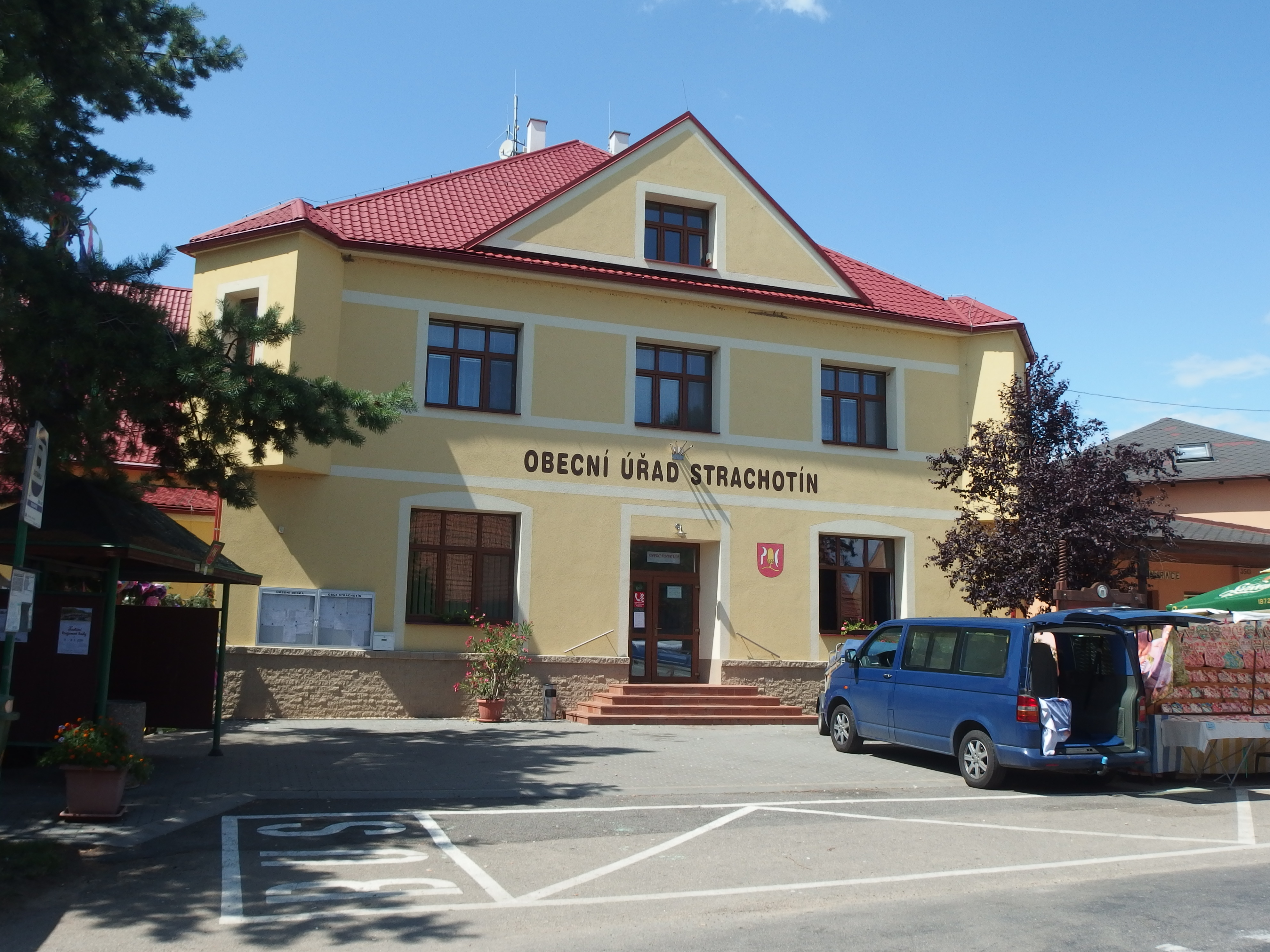
obecní úřad
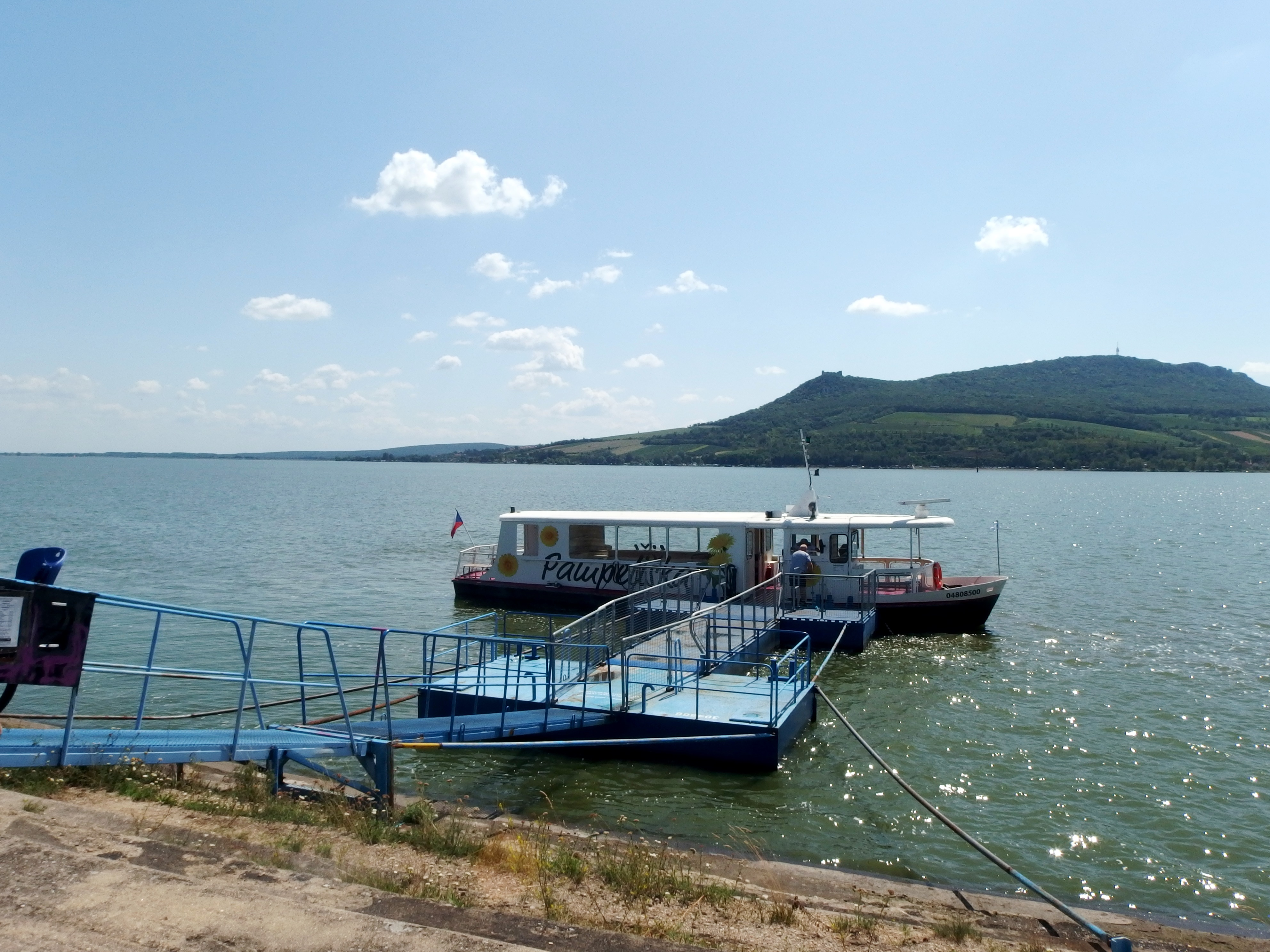
přístaviště
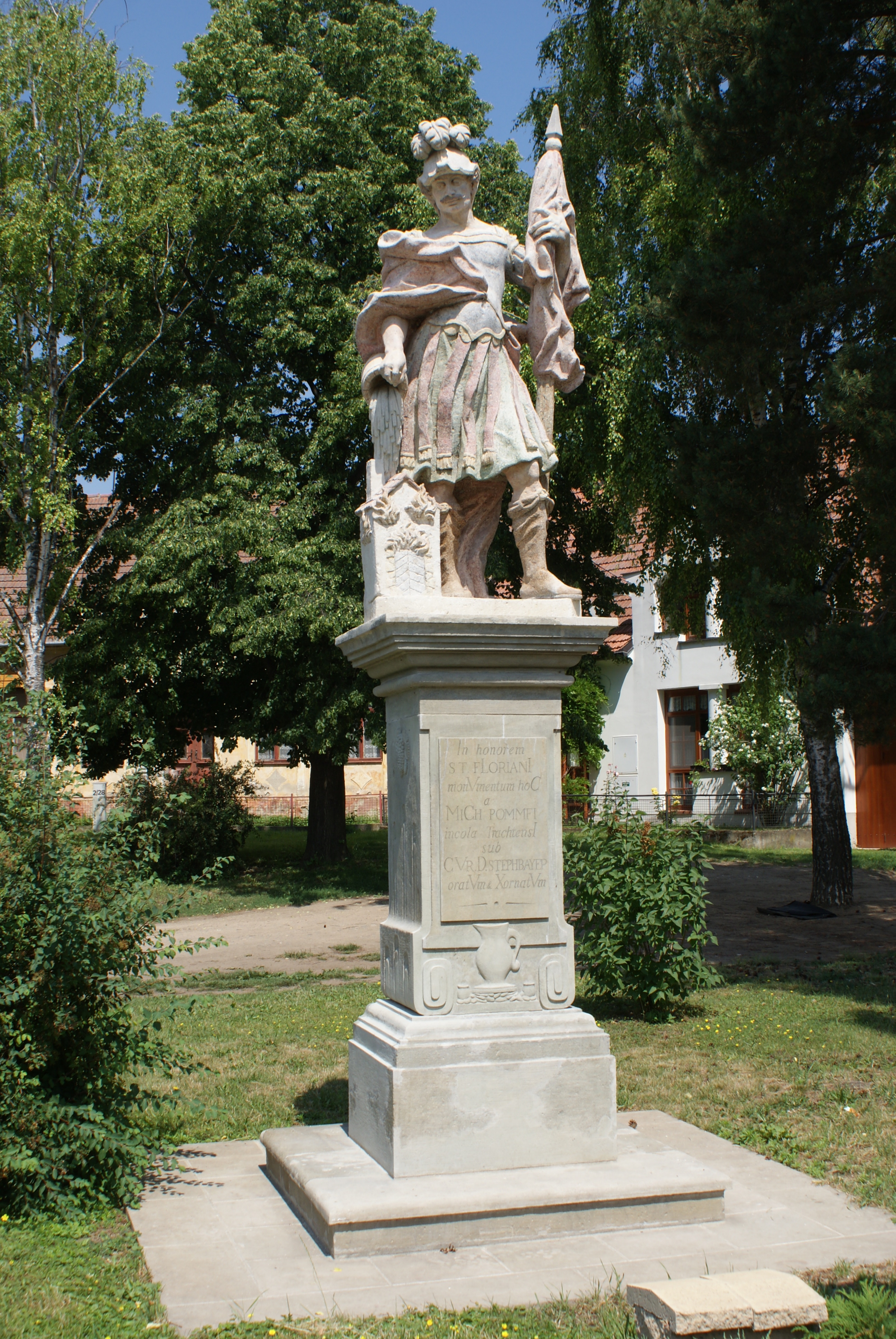
socha sv. Floriána
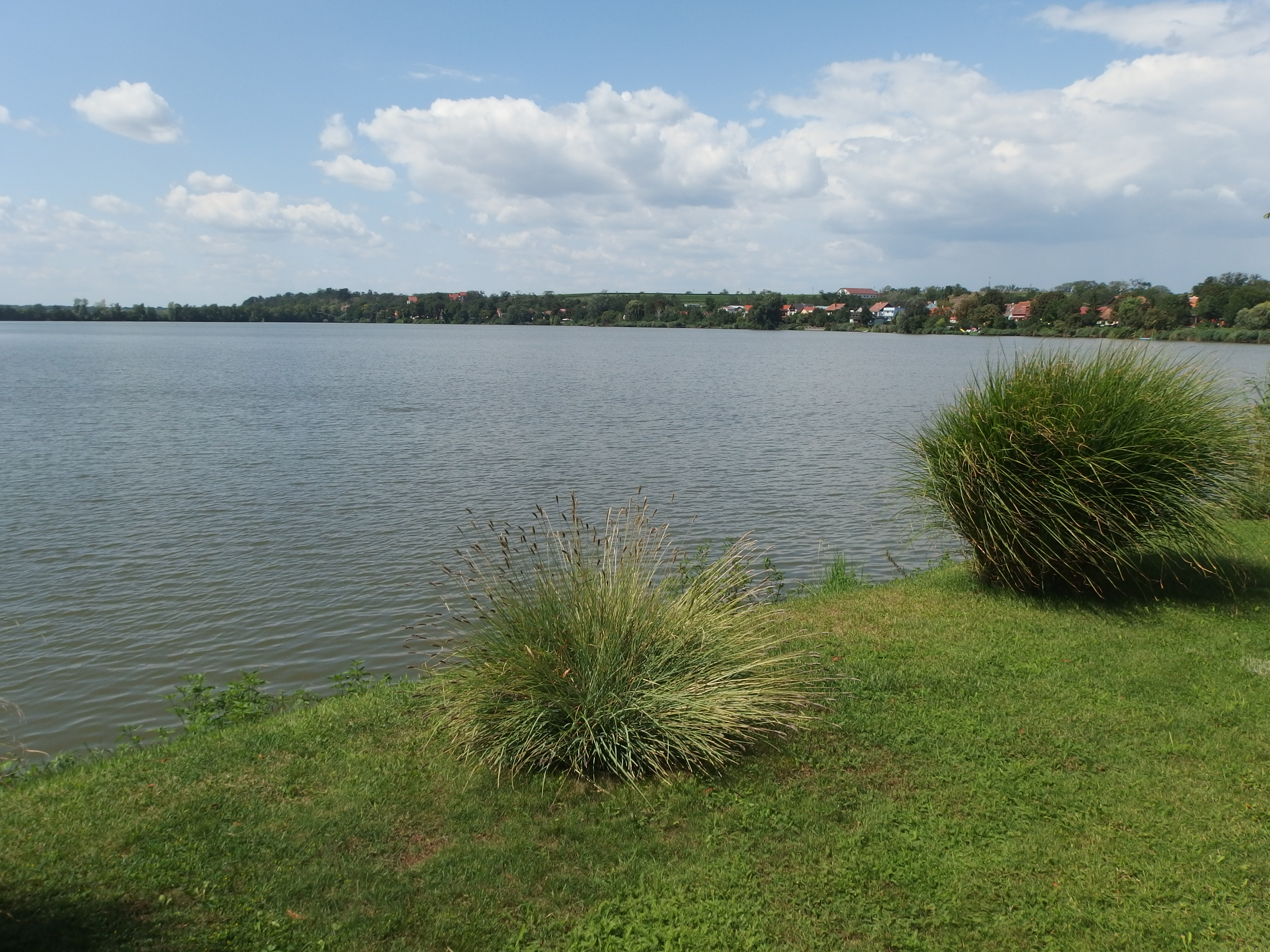
Strachotínský rybník